# 芳草地藝術中心

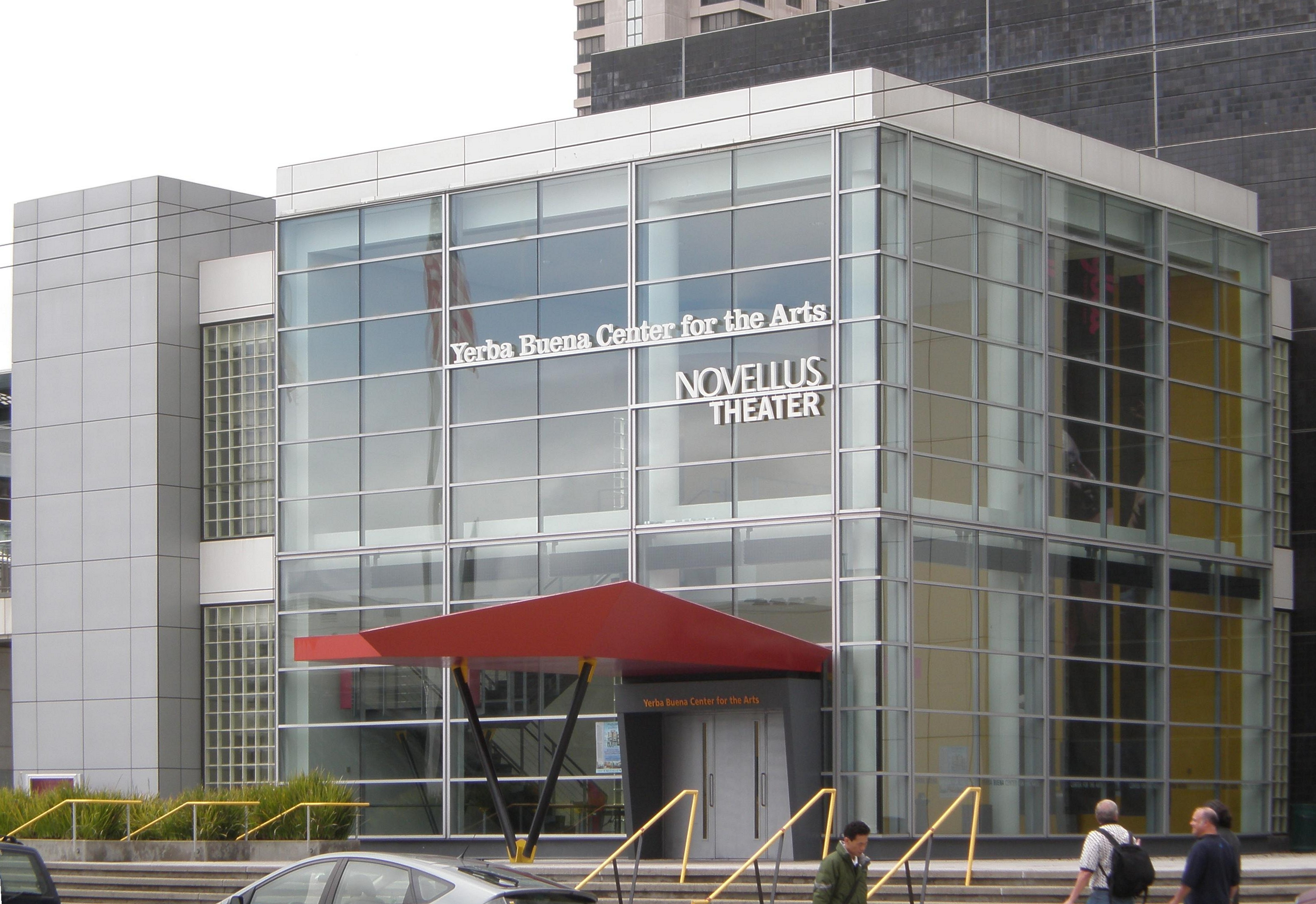
芳草地艺术中心Novellus剧场

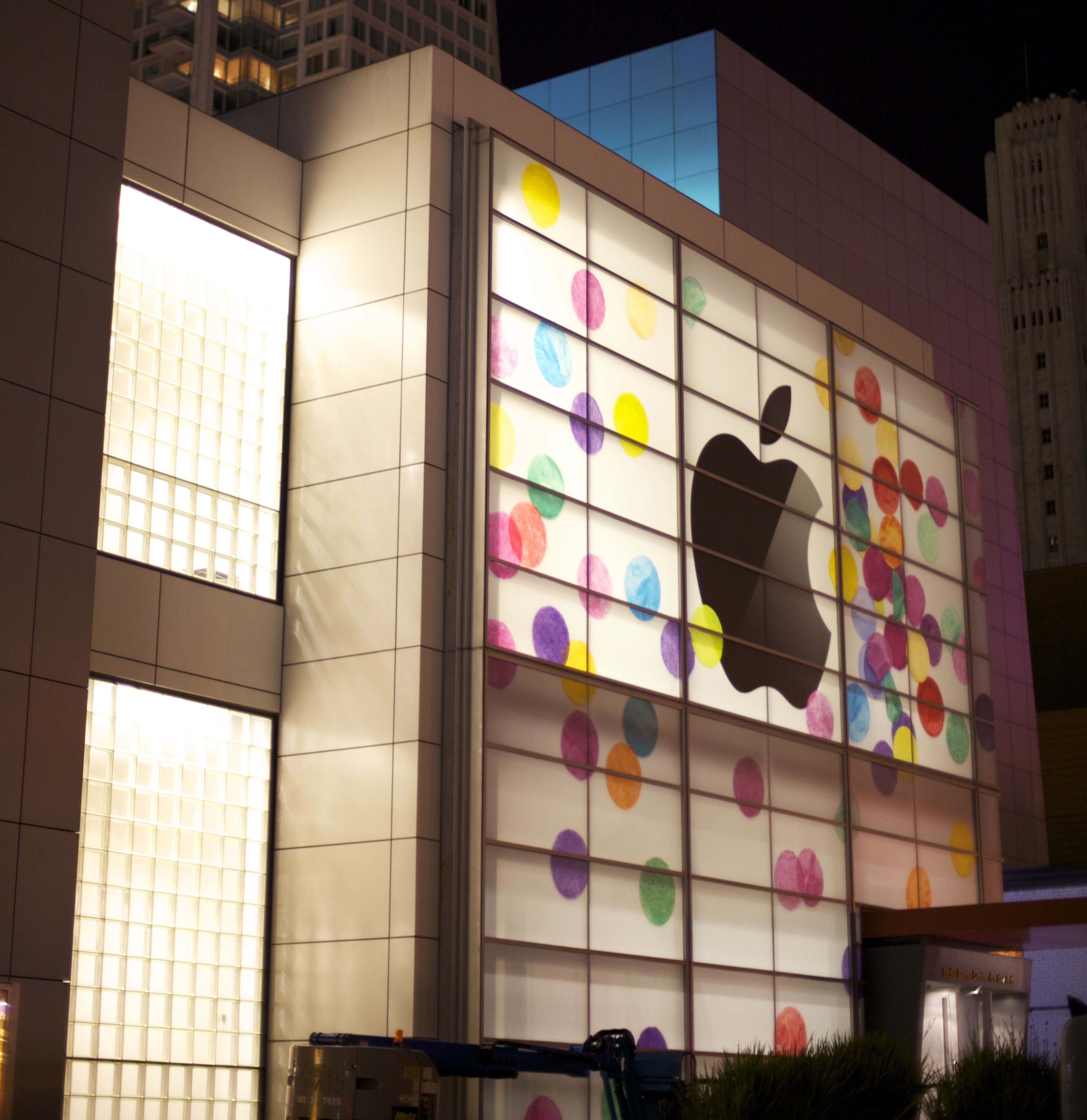
中心于2011年3月2日揭幕苹果公司的iPad 2。

芳草地艺术中心（英語：Yerba Buena Center for the Arts，簡稱YBCA），或音譯為欧巴布也那藝術中心、耶尔瓦布埃纳艺术中心，位于美国旧金山芳草地花园，是一个现代艺术中心，设有美术馆、剧场、影院、论坛会场等设施。日本建筑师槙文彦设计的美术馆及论坛建筑，以及美国建筑师詹姆斯·斯图尔特·波尔谢克和托德·施利曼设计的剧场建筑已成为该地地标。
“芳草地”一名为西班牙语（意为“美好的草”）之转写，同时也是旧金山在墨西哥上加利福尼亞省治下的旧称。
苹果公司於Apple Park內的史蒂夫·賈伯斯劇院完工前，曾多次租用该中心舉辦iPad、iPhone等产品的發表會。